# Gueorgui Damiànov
Gueorgui Parvànov Damiànov (Bulgàr: Георги Първанов Дамянов) (Lopušná, 23 de setembre de 1892 - Sofia, 27 de novembre de 1958) fou un polític búlgar.

## Joventut
Damiànov va néixer a Lopušná prop de Mihajlovgrad, Montana, el 23 de setembre 1892, en una família d'agricultors pobres. Va estudiar a Vratsa. Després de l'esclat de la Primera Guerra Mundial, va ser mobilitzat com a oficial i allà va treballar intensament contra aquesta guerra. En el període 1919-1923 va participar en les activitats del Partit Comunista Búlgar, i va ser elegit conseller.

## Activitats de 1923-1944
Després del cop de 1923 va prendre part en la preparació de l'aixecament al setembre de Vratsa. En el moment de la revolta va ser enviat a l'estranger. Es va distingir en la lluita per apoderar-se de Mihajlovgrad a la batalla de Bojčinovci i en l'enfrontament a prop de Krivodol. Després del fallit aixecament va emigrar a Iugoslàvia. El 1924 va tornar il·legalment a Bulgària i va prendre part en la reorganització dels PCB al nord-oest de Bulgària. Va ser condemnat a mort dues vegades en rebel·lia.
El 1925 va emigrar novament a Iugoslàvia, i més tard la Unió Soviètica, sota la pressió de la persecució cada vegada més gran del règim d'Alexander Cankova. El 1929 va acabar a l'Acadèmia Militar "Frunze", i després es va convertir en un mestre. El 1935 va tornar a Bulgària en suport de Gueorgui Dimitrov i Vasil Kolarova, en la confrontació amb l'ala extremista de la PCB. El 1937 va tornar de nou a la Unió Soviètica, a participar simultàniament en la tasca de la Internacional Comunista i l'Oficina de Relacions Exteriors de la PCB.

## 1944
Després del 9 de setembre de 1944 va acceptar el càrrec d'administrador de la secció militar del Comitè Central del PCB. El 1945 va ser elegit membre del Buró Polític de la JCP, va ser ministre de Defensa del 1946 al 1950. El 27 de maig de 1950, va ser nomenat cap d'Estat amb el càrrec de President de l'Assemblea Nacional. Va ocupar aquest càrrec durant vuit anys fins a la seva mort a Sofia el 27 de novembre de 1958. Durant aquest període, la major part del poder estava en mans dels secretaris generals del partit, en primer lloc Vulkan Chervenkov i Tòdor Jívkov.